# Collegio di Hornsey and Wood Green
Hornsey and Wood Green è stato un collegio elettorale situato nella Grande Londra, e rappresentato alla Camera dei comuni del Parlamento del Regno Unito. Eleggeva un membro del parlamento con il sistema first-past-the-post, ossia maggioritario a turno unico; il collegio è stato abolito in occasione della revisione periodica del 2024.

## Estensione
- 1983-2010: i ward del borgo londinese di Haringey di Alexandra, Archway, Bowes Park, Crouch End, Fortis Green, Highgate, Hornsey Central, Hornsey Vale, Muswell Hill, Noel Park, South Hornsey e Woodside.
- 2010-2024: i ward del borgo londinese di Haringey di Alexandra, Bounds Green, Crouch End, Fortis Green, Highgate, Hornsey, Muswell Hill, Noel Park, Stroud Green e Woodside.

## Membri del parlamento
| Elezione | Elezione | Deputato           | Partito             |
| -------- | -------- | ------------------ | ------------------- |
|          | 1983     | Hugh Rossi         | Conservatore        |
|          | 1992     | Barbara Roche      | Laburista           |
|          | 2005     | Lynne Featherstone | Liberal Democratici |
|          | 2015     | Catherine West     | Laburista           |
|          | 2024     | Collegio abolito   | Collegio abolito    |

## Elezioni

### Elezioni negli anni 2010
| Partito                    | Partito                                | Candidato                  | Risultati 12 dicembre 2019 | Risultati 12 dicembre 2019 |
| Partito                    | Partito                                | Candidato                  | Voti                       | %                          |
| -------------------------- | -------------------------------------- | -------------------------- | -------------------------- | -------------------------- |
|                            | Laburista                              | Catherine West             | 35 126                     | 57,48                      |
|                            | Lib Dem                                | Dawn Barnes                | 15 884                     | 25,99                      |
|                            | Conservatore                           | Ed McGuinness              | 6 829                      | 11,18                      |
|                            | Verdi                                  | Jarelle Francis            | 2 192                      | 3,59                       |
|                            | Brexit                                 | Daniel Corrigan            | 763                        | 1,25                       |
|                            | Popoli Cristiani                       | Helen Spiby-Vann           | 211                        | 0,35                       |
|                            | Indipendente                           | Salah Wakie                | 100                        | 0,16                       |
|                            |                                        |                            |                            |                            |
| Iscritti                   | Iscritti                               | Iscritti                   | 81 814                     | 100,00                     |
| ↳ Votanti (% su iscritti)  | ↳ Votanti (% su iscritti)              | ↳ Votanti (% su iscritti)  | 61 105                     | 74,69                      |
| ↳ Astenuti (% su iscritti) | ↳ Astenuti (% su iscritti)             | ↳ Astenuti (% su iscritti) | 20 709                     | 25,31                      |
|                            |                                        |                            |                            |                            |
|                            | Esito: collegio confermato a Laburista |                            |                            |                            |

| Partito                    | Partito                                | Candidato                  | Risultati 8 giugno 2017 | Risultati 8 giugno 2017 |
| Partito                    | Partito                                | Candidato                  | Voti                    | %                       |
| -------------------------- | -------------------------------------- | -------------------------- | ----------------------- | ----------------------- |
|                            | Laburista                              | Catherine West             | 40 738                  | 65,40                   |
|                            | Lib Dem                                | Dawn Barnes                | 10 000                  | 16,05                   |
|                            | Conservatore                           | Emma Lane                  | 9 246                   | 14,84                   |
|                            | Verdi                                  | Sam Hall                   | 1 181                   | 1,90                    |
|                            | Women's Equality                       | Nimco Ali                  | 551                     | 0,88                    |
|                            | UKIP                                   | Ruth Price                 | 429                     | 0,69                    |
|                            | Cristiano                              | Helen Spiby-Vann           | 93                      | 0,15                    |
|                            | Rivoluzionario dei Lavoratori          | Anna Athow                 | 55                      | 0,09                    |
|                            |                                        |                            |                         |                         |
| Iscritti                   | Iscritti                               | Iscritti                   | 79 965                  | 100,00                  |
| ↳ Votanti (% su iscritti)  | ↳ Votanti (% su iscritti)              | ↳ Votanti (% su iscritti)  | 62 293                  | 77,90                   |
| ↳ Astenuti (% su iscritti) | ↳ Astenuti (% su iscritti)             | ↳ Astenuti (% su iscritti) | 17 672                  | 22,10                   |
|                            |                                        |                            |                         |                         |
|                            | Esito: collegio confermato a Laburista |                            |                         |                         |

| Partito                    | Partito                                      | Candidato                  | Risultati 7 maggio 2015 | Risultati 7 maggio 2015 |
| Partito                    | Partito                                      | Candidato                  | Voti                    | %                       |
| -------------------------- | -------------------------------------------- | -------------------------- | ----------------------- | ----------------------- |
|                            | Laburista                                    | Catherine West             | 29 417                  | 50,91                   |
|                            | Lib Dem                                      | Lynne Featherstone         | 18 359                  | 31,77                   |
|                            | Conservatore                                 | Suhail Rahuja              | 5 347                   | 9,25                    |
|                            | Verdi                                        | Gordon Peters              | 3 146                   | 5,44                    |
|                            | UKIP                                         | Clive Morrison             | 1 271                   | 2,20                    |
|                            | Popoli Cristiani                             | Helen Spiby-Vann           | 118                     | 0,20                    |
|                            | Rivoluzionario dei Lavoratori                | Frank Sweeney              | 82                      | 0,14                    |
|                            | Hoi Polloi                                   | Geoff Moseley              | 45                      | 0,08                    |
|                            |                                              |                            |                         |                         |
| Iscritti                   | Iscritti                                     | Iscritti                   | 79 266                  | 100,00                  |
| ↳ Votanti (% su iscritti)  | ↳ Votanti (% su iscritti)                    | ↳ Votanti (% su iscritti)  | 57 785                  | 72,90                   |
| ↳ Astenuti (% su iscritti) | ↳ Astenuti (% su iscritti)                   | ↳ Astenuti (% su iscritti) | 21 481                  | 27,10                   |
|                            |                                              |                            |                         |                         |
|                            | Esito: collegio passa da Lib Dem a Laburista |                            |                         |                         |

| Partito                    | Partito                              | Candidato                  | Risultati 6 maggio 2010 | Risultati 6 maggio 2010 |
| Partito                    | Partito                              | Candidato                  | Voti                    | %                       |
| -------------------------- | ------------------------------------ | -------------------------- | ----------------------- | ----------------------- |
|                            | Lib Dem                              | Lynne Featherstone         | 25 595                  | 46,50                   |
|                            | Laburista                            | Karen Jennings             | 18 720                  | 34,01                   |
|                            | Conservatore                         | Richard Merrin             | 9 174                   | 16,67                   |
|                            | Verdi                                | Pete McAskie               | 1 261                   | 2,29                    |
|                            | Indipendente                         | Stephane de Roche          | 201                     | 0,37                    |
|                            | Indipendente                         | Rohen Kapur                | 91                      | 0,17                    |
|                            |                                      |                            |                         |                         |
| Iscritti                   | Iscritti                             | Iscritti                   | 79 886                  | 100,00                  |
| ↳ Votanti (% su iscritti)  | ↳ Votanti (% su iscritti)            | ↳ Votanti (% su iscritti)  | 55 042                  | 68,90                   |
| ↳ Astenuti (% su iscritti) | ↳ Astenuti (% su iscritti)           | ↳ Astenuti (% su iscritti) | 24 844                  | 31,10                   |
|                            |                                      |                            |                         |                         |
|                            | Esito: collegio confermato a Lib Dem |                            |                         |                         |

### Elezioni negli anni 2000
| Partito                    | Partito                                      | Candidato                  | Risultati 5 maggio 2005 | Risultati 5 maggio 2005 |
| Partito                    | Partito                                      | Candidato                  | Voti                    | %                       |
| -------------------------- | -------------------------------------------- | -------------------------- | ----------------------- | ----------------------- |
|                            | Lib Dem                                      | Lynne Featherstone         | 20 512                  | 43,34                   |
|                            | Laburista                                    | Barbara Roche              | 18 117                  | 38,28                   |
|                            | Conservatore                                 | Peter J. Forrest           | 6 014                   | 12,71                   |
|                            | Verdi                                        | Jayne E. Forbes            | 2 377                   | 5,02                    |
|                            | UKIP                                         | Roy A. Freshwater          | 310                     | 0,65                    |
|                            |                                              |                            |                         |                         |
| Iscritti                   | Iscritti                                     | Iscritti                   | 76 585                  | 100,00                  |
| ↳ Votanti (% su iscritti)  | ↳ Votanti (% su iscritti)                    | ↳ Votanti (% su iscritti)  | 47 330                  | 61,80                   |
| ↳ Astenuti (% su iscritti) | ↳ Astenuti (% su iscritti)                   | ↳ Astenuti (% su iscritti) | 29 255                  | 38,20                   |
|                            |                                              |                            |                         |                         |
|                            | Esito: collegio passa da Laburista a Lib Dem |                            |                         |                         |

| Partito                    | Partito                                | Candidato                  | Risultati 7 giugno 2001 | Risultati 7 giugno 2001 |
| Partito                    | Partito                                | Candidato                  | Voti                    | %                       |
| -------------------------- | -------------------------------------- | -------------------------- | ----------------------- | ----------------------- |
|                            | Laburista                              | Barbara Roche              | 21 967                  | 49,85                   |
|                            | Lib Dem                                | Lynne Featherstone         | 11 353                  | 25,77                   |
|                            | Conservatore                           | Jason D. Hollands          | 6 921                   | 15,71                   |
|                            | Verdi                                  | Jayne E. Forbes            | 2 228                   | 5,06                    |
|                            | Alleanza Socialista                    | Louise Christian           | 1 106                   | 2,51                    |
|                            | Laburista Socialista                   | Ella J. Rule               | 294                     | 0,67                    |
|                            | Reform 2000                            | Erdil Ataman               | 194                     | 0,44                    |
|                            |                                        |                            |                         |                         |
| Iscritti                   | Iscritti                               | Iscritti                   | 75 974                  | 100,00                  |
| ↳ Votanti (% su iscritti)  | ↳ Votanti (% su iscritti)              | ↳ Votanti (% su iscritti)  | 44 063                  | 58,00                   |
| ↳ Astenuti (% su iscritti) | ↳ Astenuti (% su iscritti)             | ↳ Astenuti (% su iscritti) | 31 911                  | 42,00                   |
|                            |                                        |                            |                         |                         |
|                            | Esito: collegio confermato a Laburista |                            |                         |                         |

## Risultati dei referendum

### Referendum sulla permanenza del Regno Unito nell'Unione europea del 2016
|             | Collegio               | Lasciare UE % | Rimanere in UE % |
| ----------- | ---------------------- | ------------- | ---------------- |
|             | Hornsey and Wood Green | 25,0%         | 75,0%            |
|             | Inghilterra            | 53,3%         | 46,7%            |
| Regno Unito | 51,9%                  | 48,1%         |                  |